# Драголюб Беквалац
Драголюб Беквалац (на сръбски: Драгољуб Беквалац) е сръбски футболен треньор, който е начело на Раднички.

## Кариера
Треньор на Литекс Ловеч през сезон 1997 – 98 г., но уволнен още след третия кръг след домакинското равенство на „оранжевите“ със Славия. По-късно президента на обединения ПФК Олимпик-Берое Станислав Танев го кани в Стара Загора да поеме отбора. В родината си е водил още отборите на ОФК Београд и Войводина Нови Сад, северномакедонския ФК Работнички.